# 品田誠
品田 誠（しなだ まこと、1992年3月2日 - ）は、日本の俳優。Bites.inc所属。身長178cm、体重65kg。

## 人物

### 来歴
北海道旭川市出身。旭川実業高等学校では野球部に所属。北海道教育大学札幌校に入学するが俳優になるため中退、上京。2013年俳優デビュー。2018年7月〜8月に池袋シネマロサの俳優特集企画「the face」の第一回として品田誠特集が組まれ、出演・監督作12作品が上映される。

## 出演作品

### 映画
- 二人の女勝負師（2013年、池田眞也監督）
- おもひでレストラン（2015年、細井尊人監督） - 主演
- 短編連作映画　Barre Chords（2016年、IKUROU監督）
- なけもしないくせに（2016年、井上真行監督）
- モラトリアム（2016年、澤佳一郎監督） - 主演
- 帝一の國（2017年、永井聡監督） - 三浦和夫 役
- Lemon&Letter（2017年、梅木佳子監督） - 主演
- 飢えたライオン（2017年、緒方貴臣監督） - 西島浩平 役
- 太宰橋（2017年、今尾偲監督）
- 恋愛依存症の女（2017年、木村聡志監督） - 店長 役
- PSYCHOROMANTIC/サイコロマンティック（2017年、柴田航監督） - 主演
- Short Movie 桃の缶詰（2018年、川上信也監督）
- ふたりのおとこ（2018年、森田涼介監督） - 主演
- 僕たちの革命戦争回顧録（2018年、柴田航監督） - 主演
- ただ・いま（2018年、辻秋之監督）
- 最後の審判（2019年、川上信也監督）若手映画作家育成プロジェクト2018
- マチネの終わりに（2019年、西谷弘監督）
- 誰もいない部屋（2019年、田口敬太監督）
- ふたり（2019年、根岸里紗監督）
- 眉村ちあきのすべて（仮）（2019年、松浦本監督）
- 猫、かえる Cat's Home（2019年、今尾偲監督） - 浩 役
- 実優ちゃんは群馬から来る（2020年、中川駿監督）
- 今日から俺は!!劇場版(2020年、福田雄一監督)
- リスタート（2021年、品川ヒロシ監督）
- 麻希のいる世界（2022年、塩田明彦監督）
- 春画先生（2023年、塩田明彦監督）
- ブルーイマジン（2024年、松林麗監督）[4]

### 監督作品
- ノンフィクション（2015年）監督・脚本・主演
- マヨネーズラブ（2016年）監督・脚本・主演
- Dear（2017年）監督・脚本
  - 2018年かさま映像コンペティショングランプリ受賞[5]
- 不感症になっていくこれからの僕らについて（2017年）監督・脚本
  - 第12回田辺・弁慶映画祭　映画.com賞
- 鼓動（2019年）監督・脚本

### テレビドラマ
- SHARK 第6、8、9話 (2014年、日本テレビ) - ギタリスト 役
- カッコウの卵は誰のもの (2016年、WOWOW）
- モンテ・クリスト伯-華麗なる復讐- 第1話、第2話（2018年、フジテレビ） - 吉崎渉 役
- 異世界居酒屋「のぶ」（2020年5月16日、WOWOW） - ヨハン=グスタフ 役
- 38歳バツイチ独身女がマッチングアプリをやってみた結果日記（2020年11月19日 - 、テレビ東京） - バーの常連客 役
- 明日、私は誰かのカノジョ（2022年4月12日 - 6月29日、MBS/TBSドラマイムズ） - みっこ役
- 異世界居酒屋「のぶ」Season2～魔女と大司教編（2022年5月27日、WOWOW） - ヨハン=グスタフ 役

### インターネットドラマ
- はぴまり！ 第9話（2016年、Amazonプライムビデオ） - 医師 役

### CM
- 眠眠打破（2012年）
- サッポロビール北海道エリア版（2013年）
- 三井アウトレットパークweb CM（2016年）
- Google Playウイニングイレブン2017（2017年）
- バファリンweb CM（2017年）
- doda転職フェア（2018年）
- siroca おりょうりケトル/ちょいなべ（2020年）
- アサヒ ビアリー（2021年）
- シック・ジャパン シック リセット（2021年）
- 出光興産・apollostation／ピットインプラス 待つのが嫌い篇（2021年）
- suumo・スーモカウンター／家づくりダンドリからサポート篇（2022年）
- かんぽ生命/今ある幸せ篇（2022年）
- Tポイント/神T！Tポイントがどんどん貯まるクレジットカード！（2022年）
- パワプロアプリ/8周年WEB CM無限ガチャ篇・パワストーン篇（2022年）

### ミュージックビデオ
- 見田村千晴「禁煙席」（2019年）
- フレンズ「いいんじゃない？」（2020年）